# Barsvikens kapell
Barsvikens kapell är ett kapell i Barsviken i Häggdångers socken i Härnösands stift. Kapellet ägs gemensamt av fastighetsägarna i Barsvikens, Malvikens och Lervikens fiskelägen. Det uppfördes av Gävlefiskare 10 juli 1762 alternativt redan 1727. Från kapellet går en stig till Skarpuddens fyr.

## Kyrkobyggnaden
Byggnaden är rödmålad och 9 x 8 meter stor och nocken når till 6 meter.

## Historik
Under vintrarna förvarade fiskarna sina redskap i kapellet.

## Orgel
Omkring 1980 sattes en orgel upp Robert Gustavsson Orgelbyggeri AB, Härnösand. Den renoverades även samtidigt. Orgeln var byggde 1882 av Emanuel Johansson och tillhörde tidigare antikvarien Axel Unnerbäck, Stockholm. 1970 köptes den av Robert Gustavsson Orgelbyggeri AB, Härnösand. Orgeln är mekanisk och har slejflåda. Den har ett tonomfång på 54.
| Manual                   |
| Flöjt 8'                 |
| Flöjt 4'                 |
| Principal 2' D (från g0) |

## Bildgalleri

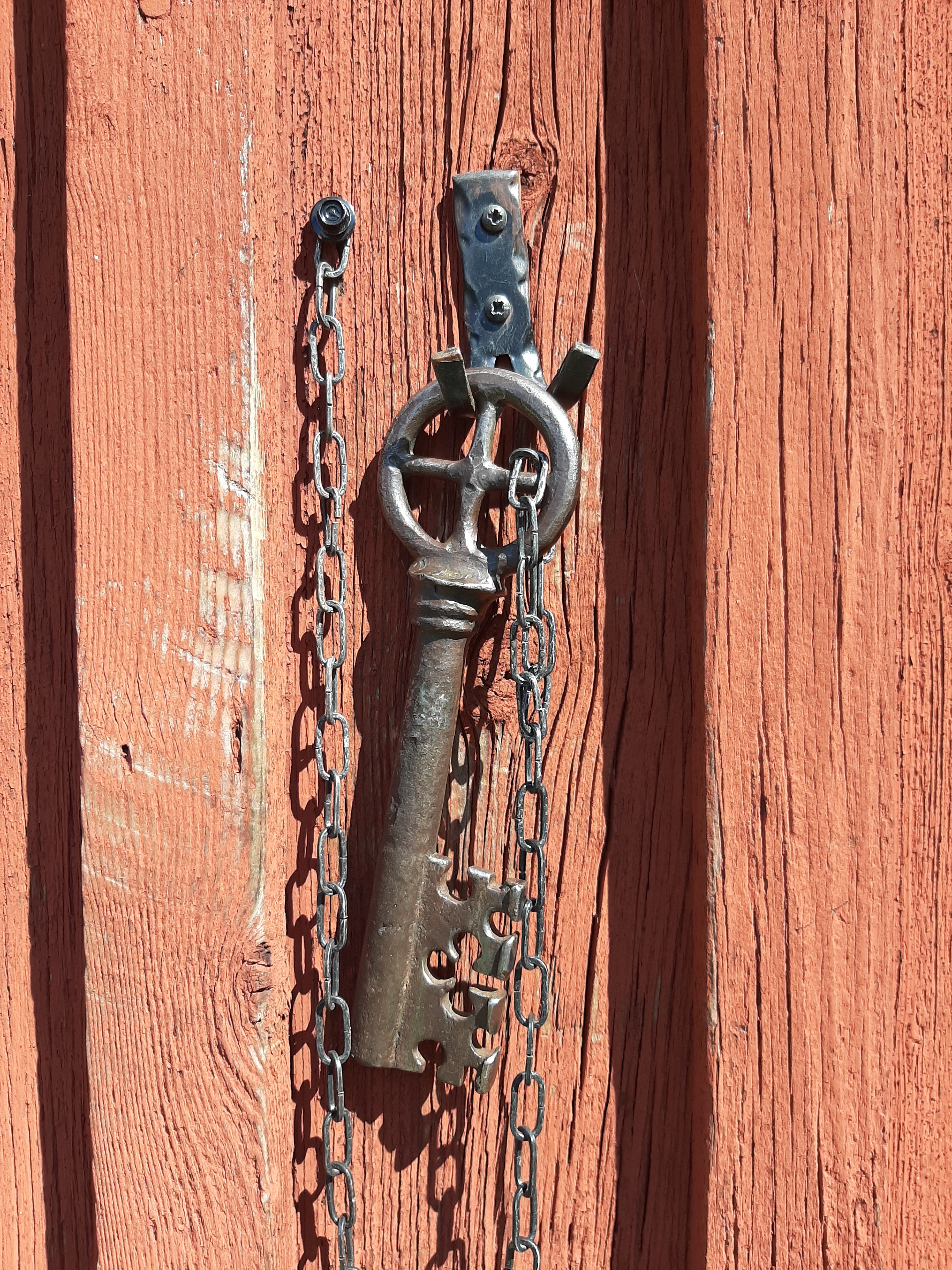
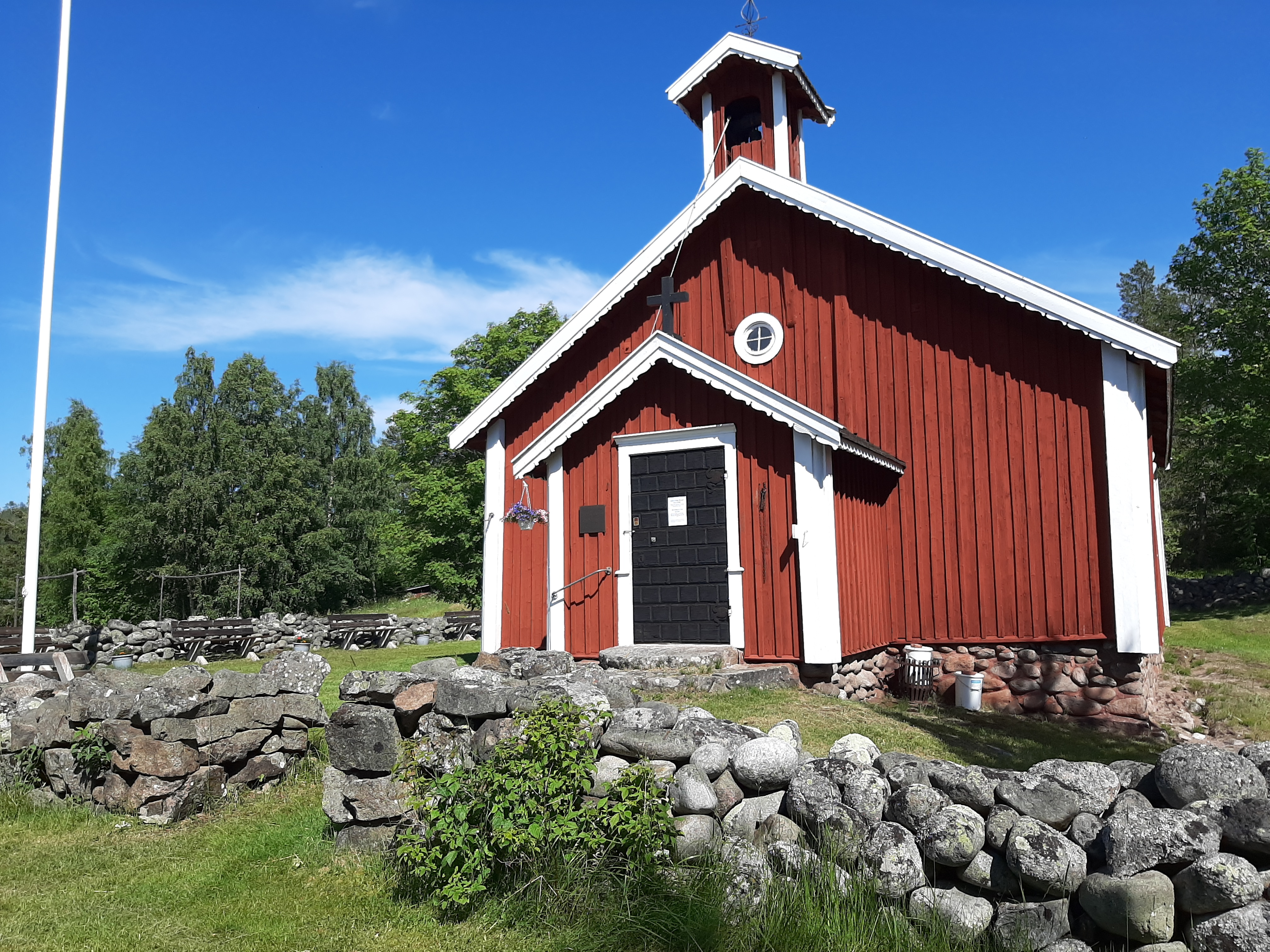
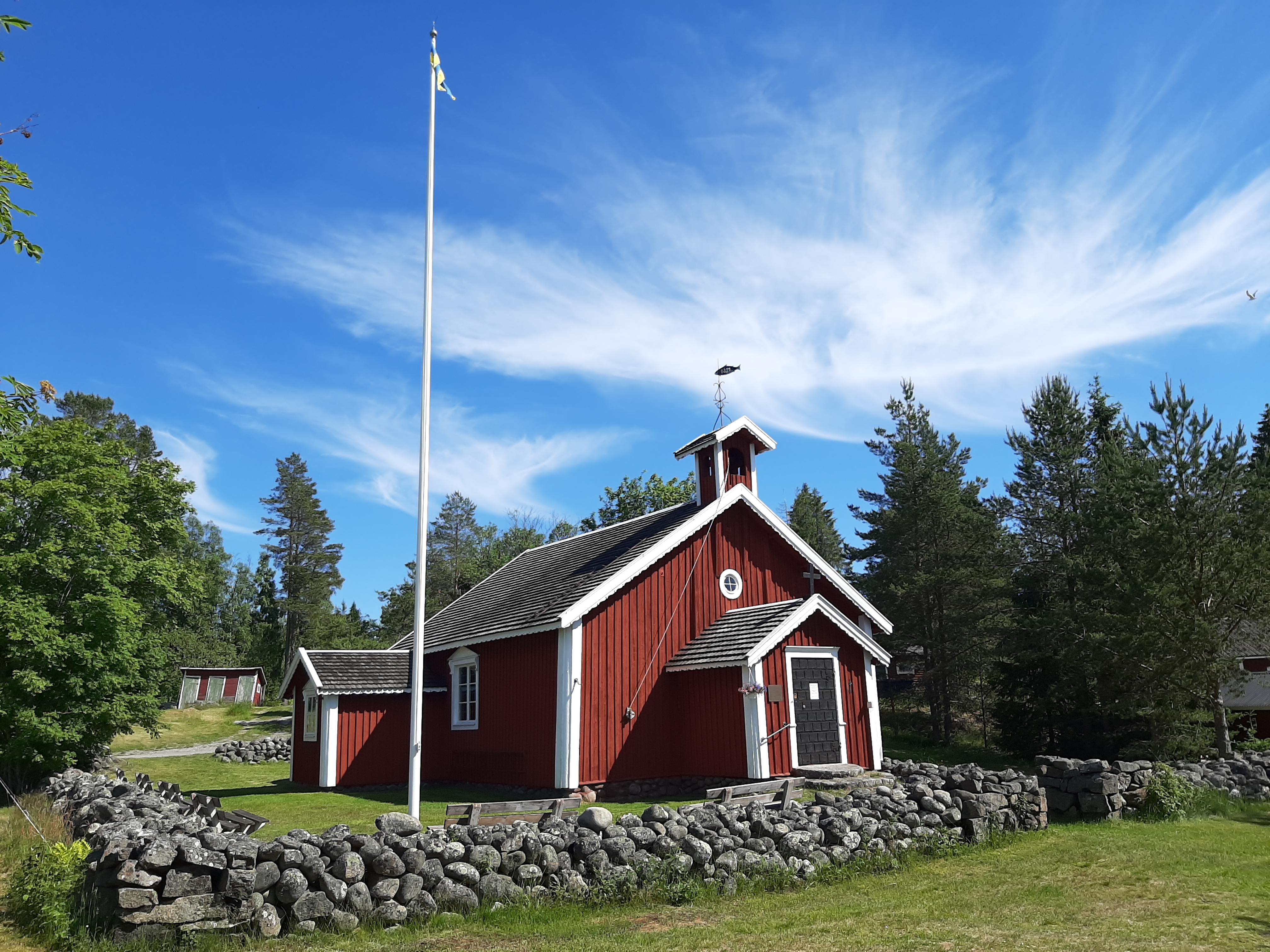
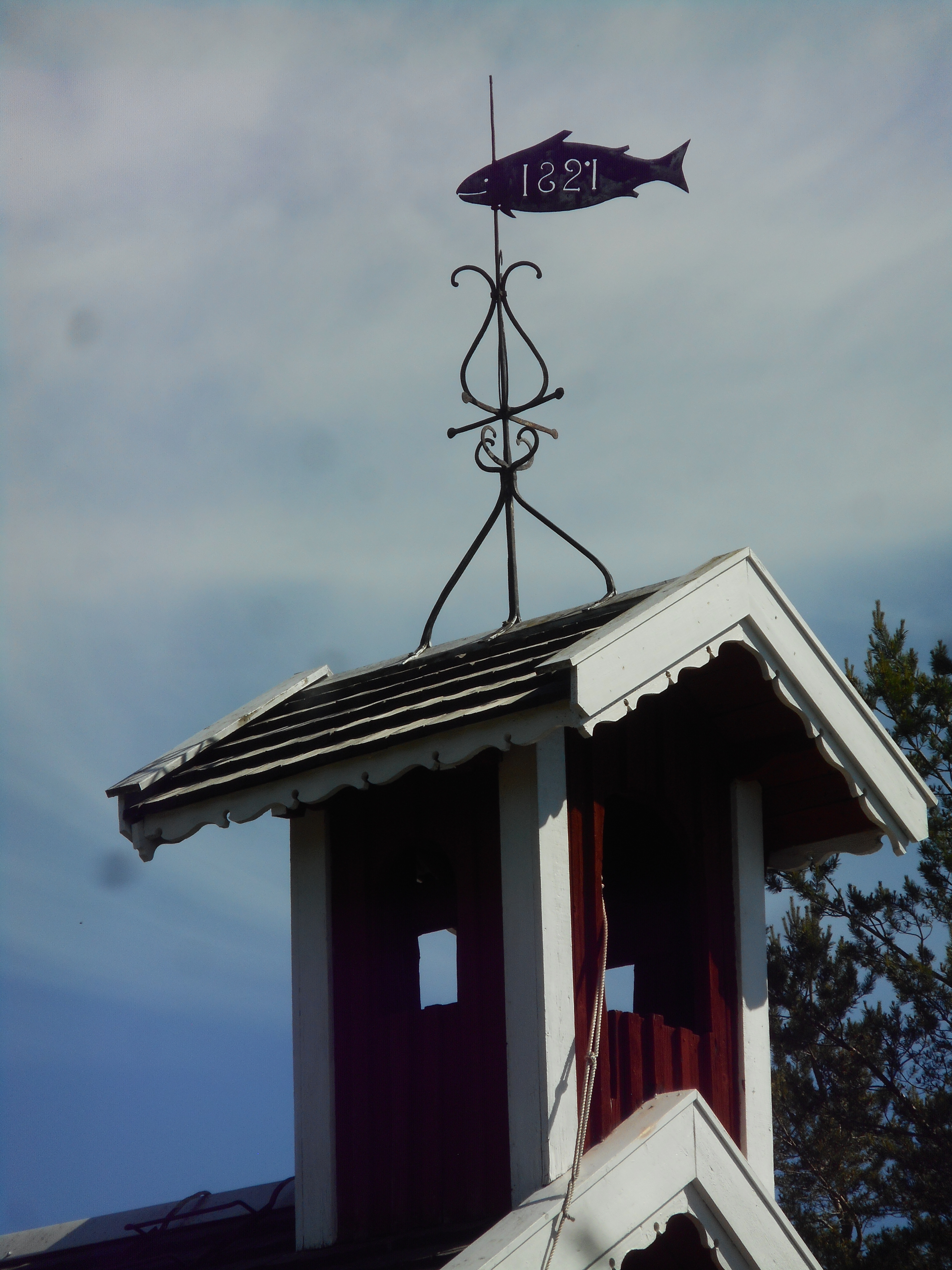